# NVIDIA MCP61
NVidia C61晶元組是nVidia的K8 IGP晶片組系列，於2006年8月发布，取代C51晶片組，搭配AM2处理器主攻低端市场。NVidia C61晶元組內建了Geforce 6100顯示核心。有別於C51分為南北橋設計，它是單晶片設計，由於採用了單晶片設計，成本將會更為便宜，為競爭對手如ATi RS485及VIA K8M890帶來很大壓力。C61采用90nm制程，通过Vista Premium认证。C61功能大致上和C51相似，擁有2組SATA-2接口、10/100網絡功能。其他方面，它支援1個PATA通道和10個USB2.0介面

## 顯示核心技術
- 90奈米制程
  - 2個Pixel Shader流水線
  - 1個Vertex Shader流水線
- 支援Direct X 9.0c
- 支援Shader Model 3.0
  - 顯示核心時脈：375MHz

## 型號列表
- C61P(Premium) - 有完整的PCI-E 16X和DVI接口,支持4个SATA 3Gb/s接口,支持RAID /1/0+1/5模式.
- C61S(Standard) - 只有PCI-E 8X
- C61V(Value) - 没有任何PCI-E图形插槽
- Quadro NVS 210S - GeForce 6150的专业级版本，顯示核心频率从475MHz变为425MHz。

## 對手
- ATi RS485
- VIA K8M890
- AMD 690G